# Phelsuma seippi
Phelsuma seippi là một loài thằn lằn trong họ Gekkonidae. Loài này được Meier mô tả khoa học đầu tiên năm 1987.